# 樋口六華
樋口 六華（ひぐち りっか、2007年 - ）は、日本の小説家。茨城県生まれ。

## 経歴
2024年、17歳の時に「泡の子」で第48回すばる文学賞を受賞して作家デビュー。
なお、すばる文学賞では初めての21世紀生まれの受賞者である。

## 作品リスト

### 単行本
- 『泡の子』（集英社、2025年2月）
  - 初出: 『すばる」46巻11号2024年11月号

### 単行本未収録

#### エッセイなど
- 「生活している「自分」と、作家としての「自分」」（「金原ひとみのお悩み相談」のひとつとして） -『文學界』2025年6月号

#### 対談
- 田中慎弥×樋口六華「捨て身じゃなければ、ここまで辿り着きませんよ 」 - 『青春と読書』60巻3号(通号584) 2025年3月号